# Trachten in Baden

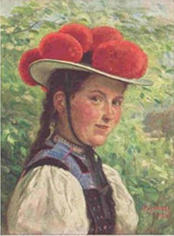
Mädchen mit Gutacher Tracht trägt den Bollenhut, der zum Symbol für den Schwarzwald wurde.

Im Gebiet des ehemaligen Großherzogtums Baden pflegt man unter anderem die Tradition volkstümlicher Trachten in Baden.
Die einzelnen badischen Volkstrachten werden in eigenen Artikeln beschrieben.

## Geschichte
Während im Mittelalter und der frühen Neuzeit Kleiderordnungen und – oft kriegsbedingte – Armut die Ausbildung farbenfroher Trachten verhinderten, entstanden Volkstrachten im heute verstandenen Sinne in der Mitte des 18. Jahrhunderts. Kleiderordnungen, die die Kleidung der Bauern auf schwarz, grau und braun reduzierten, wurden nicht mehr durchgesetzt oder entfielen und nach den Kriegen des französischen Königs Ludwig XIV. gab es eine ruhigere Phase, die den Bauern in fruchtbaren Gegenden einen gewissen Wohlstand ermöglichte. „Armut war kein Boden, auf dem Trachten gedeihen konnten.“
Trachten entstanden durch das Festhalten an Elementen überholter Kleidermoden und wurden durch die lokalen Honoratioren geprägt. Die städtischen Moden von Basel und Straßburg sowie – bei den Männertrachten – die Militäruniformen beeinflussten die Ausbildung der Trachtenformen.
Die Trachtengebiete richten sich nicht nach landschaftlichen, religiösen oder Stammesgrenzen, sondern nach den Herrschafts- und Verwaltungsgrenzen der vor-napoleonischen Zeit. Obwohl die Tracht grundsätzlich gegen die Mode gerichtet ist, unterlag sie gleichwohl auch beständigen Anpassungen und Differenzierungen. Es gibt keine badische oder württembergische Tracht, sondern eine Vielfalt von Trachten, die sich kleinräumig entwickelt haben. Die Ausrichtung der Trachtengebiete an den alten Herrschaftsgrenzen lässt sich am Beispiel der Markgräfler Tracht sehr deutlich aufzeigen. Sie wurde im Badischen Oberland getragen, den keineswegs zusammenhängenden Gebieten der Markgrafschaft Baden-Durlach südlich der Kinzig. Die Hauensteiner- oder Hotzenwälder Tracht hatte ihre Verbreitung in einem vorderösterreichischen Verwaltungsbezirk.
Die von Napoleon Bonaparte verordnete staatliche Neuordnung des deutschen Südwestens schuf aus vielerlei historisch differenzierten Gebieten zusammengewürfelte neue Gebilde wie das Großherzogtum Baden, das einerseits eine staatliche Identität formen musste und andererseits durch Förderung der regionalen Identitäten die Akzeptanz für den neuen Staat sichern wollte. Den Trachtenträgern war das Wohlwollen der Obrigkeit sicher.

### Im Großherzogtum Baden
Vom 11. bis 13. September 1838 fand in Karlsruhe ein Zentralfest der deutschen Landwirte statt und zu einem Festzug waren Trachtenträger aus allen badischen Landesteilen aufgeboten. Der auf Trachtenmalerei spezialisierte Johann Baptist Tuttiné wurde beauftragt, in Karlsruhe einen großen Festumzug mit Trachtenträgern zu organisieren. Am 22. September 1881 fand in Karlsruhe ein historischer Festzug statt, an dem sich mehrere tausend Protagonisten beteiligten. Der Umzug fand aus Anlass der silbernen Hochzeit des Großherzogpaares und der Eheschließung von deren beider Tochter Viktoria mit dem schwedischen Kronprinzen Gustav statt. Über 100.000 Schaulustige säumten die Straßen entlang des Umzugs. Von den sieben Abteilungen des historischen Festzugs stieß insbesondere die Abteilung VI auf reges Interesse beim Publikum. Die etwa 800 Teilnehmer in dieser Abteilung gliederten sich in drei Gruppen, die auf Festwagen ein grünes, ein silbernes und ein goldenes Hochzeitspaar in ihrer Mitte führten. Das besondere waren dabei die Trachten, die die Leute in der Abteilung VI zur Schau trugen. Damit sollte die kulturelle Vielfalt Badens gezeigt werden. Im Alltag allerdings spielten Trachten zu dieser Zeit schon keine große Rolle mehr und wurden nur noch in wenigen Gegenden getragen – die badischen Trachten waren überwiegend Schwarzwälder Trachten. Deshalb war der Organisator der Abteilung VI, der Maler Johann Baptist Tuttiné, dazu gezwungen, nicht mehr vorhandene Trachten nach historischen Originalen nachschneidern zu lassen.
1885 organisierte Tuttiné aus Anlass der Vermählung des badischen Erbgroßherzogs, Friedrich mit Hilda von Nassau für den 26. September in Karlsruhe nochmals einen Festumzug mit über 1000 Trachtenträgern.
Der Pfarrer und Schriftsteller Heinrich Hansjakob und der Trachtenmaler Wilhelm Hasemann begründeten in Baden die Trachtenpflege. In Folge von Hansjakobs 1892 veröffentlichter Schrift Unsere Volkstrachten – ein Wort zu ihrer Erhaltung wurde 1894 in Hausach als erster badischer Trachtenverein der Verein zur Erhaltung der Trachten im Gutach – Kinzigthal gegründet. Nachfolgend wurden weitere Trachtenvereine ins Leben gerufen und 1895 der Badische Volkstrachtenverein gegründet. Hilda, die Frau des damaligen Erbgroßherzogs Friedrich von Baden, übernahm die Schirmherrschaft über die Trachtenvereine. «Die Trachten in ihren regionalen Ausprägungen waren dazu geeignet, bei bestimmten Anlässen die Bevölkerung des Landes in ihrer Gesamtheit symbolisch darzustellen.»
Stimmen, die sich wie der Gutacher Pfarrer Richard Nutzinger der Trachteneuphorie entgegenstellten, konnten diese nicht bremsen.
Am 29. September 1895 wurde von Volkstrachtenverein Freiburg und Umgebung ein großer Trachtenumzug in Freiburg organisiert. Kurz zuvor wurde in Straßburg ein großer Trachtenumzug mit Huldigung durchgeführt, die Stimmung 1895 war geprägt von den 25. Jahres-Feiern zum Gedenken an den Deutsch-Französischen Krieg von 1870/71.
Am 4. Juni 1899 fand in Haslach ebenfalls ein Trachtenumzug mit etwa 2000 Trachtenträgern statt und am 3. Oktober 1912 wurde in Wolfach das letzte größere Trachtenfest vor dem Ersten Weltkrieg durchgeführt. Die großherzogliche Familie trat bei diesen Anlässen regelmäßig auf und sagte den Trachtenvereine ihre Unterstützung zu.

### Nach dem Ersten Weltkrieg
In den 1920er-Jahren erlebte die Brauchtumspflege wieder einen Aufschwung, wobei auch in bisher trachtenfreien Gegenden Trachtenvereine gegründet und Trachten geschaffen wurden. Hier – wie teilweise schon früher – handelt es sich um sogenannte erfundene Tradition. 1924 fanden in Karlsruhe Heimattage statt, zu denen auch Gruppen aus der französisch besetzten Pfalz und dem Saarland kamen – die Trachtentreffen bekamen zunehmend einen nationalen Charakter. Auch die Erforschung und Dokumentation der Trachten kam in dieser Zeit weiter. In Fremdenverkehrsgebieten trugen die Trachtenvereine zur Unterhaltung bei. Die Tracht im täglichen Leben verschwand jedoch zunehmend. Der badische Volkskundler Hermann Eris Busse kam schon 1934 zum Schluss, dass sich die Tracht geschichtlich ausgelebt hatte.
Der nationalsozialistische Volkskundler Eugen Fehrle aus Baden wirkte im Rahmen des Kampfbundes für deutsche Kultur, der 1933 in Karlsruhe eine Trachtenschau veranstaltete. Nach Fehrle sollte bei Trachtenfesten das Bauerntum in höchsten Ehren gefeiert und nicht einfach nur einer Schaulust nachgekommen werden.
In seinem Buch Die Tracht am Oberrhein ging es dem Nationalsozialisten Rudi Keller bei der Trachtenpflege nur darum, die Idee einer volksbewussten Kleidung zu erhalten, was aber schließlich mit den Uniformen der diversen NS-Organisationen einfacher erreicht wurde. In Baden hatten die Versuche der nationalsozialistischen Trachtenerneuerung auf Trachtenträger und -vereine kaum eine Auswirkung und wurden nur über die NS-Organisationen betrieben.

### Nach dem Zweiten Weltkrieg
Für Trachten- und Brauchtumsvereine im Gebiet des alten Landes Baden gibt es seit 1949 den Bund „Heimat und Volksleben“ e.V. (BHV) als Dachverband mit Sitz in Freiburg im Breisgau. Kern des Vereins ist die 1948 gegründete Arbeitsgemeinschaft Schwarzwälder Volksleben, die sich ab Mai 1949 Bund "Heimat und Volksleben" e.V. (BHV) nannte. Leo Wohleb, der Staatspräsident des Landes Baden, förderte den Verein, wie auch andere Vereinigungen, die der Pflege der badischen Identität dienten und damit seine Bestrebungen zur Erhaltung eines Bundeslandes Baden unterstützten. Der BHV veranstaltet mit seinen Mitgliedsvereinen – insbesondere in den Landkreisen des Regierungsbezirks Freiburg – die Kreistrachtenfeste. Die Einstellung der Trachtenverbände hat sich im Laufe der Zeit verändert. So waren zu Beginn Trachtenträger, die die Tracht nicht auch im täglichen Leben trugen, bei Trachtenfesten nicht erwünscht, was heute zur Auflösung der Verbände führen würde, da selbst zu Festtagen kaum noch jemand privat die Tracht trägt.
In Baden-Württemberg gibt es überdies den Landesverband der Heimat- und Trachtenverbände Baden-Württemberg e.V., der sich im Jahr 2000 dem Deutschen Trachtenverband angeschloss. Mitglieder des Landesverbandes sind unter anderem der Südwestdeutschen Gauverband der Heimat- und Trachtenvereine e.V., ein Dachverband württembergischer und nordbadischer Trachten- und Brauchtumsvereine. Der BHV ist ebenfalls Mitglied im Landesverband. Dort sind überdies der Bodensee-Heimat- und Trachtenverband e.V. und der Trachtengau Schwarzwald e.V., die Arbeitsgemeinschaft der Sing-, Tanz- und Spielkreise in Baden-Württemberg e.V. und die Trachtenjugend Baden-Württemberg e.V. Mitglieder. Zudem sind auch zwei Verbände von Vertriebenen aus den ehemals deutsch besiedelten Gebieten des östlichen Mitteleuropas im Landesverband vertreten, die ihr Brauchtum hier weiter pflegen.

### Trachten heute
„Tracht, wie wir sie heute im allgemeinen gezeigt bekommen, ist Vereinskleid, das die ehemalige Festtagskleidung eines bestimmten Ortes oder einer Landschaft zum heimatlichen Emblem macht.“ Neben den eigentlichen Trachtenvereinen und Volkstanzgruppen haben sich auch viele Blasmusikvereine eine Uniform im Trachtenstil zugelegt. Trachtenträger sind auch weiterhin ein beliebtes Sujet der Werbung für den Fremdenverkehr und Produktmarken.

## Trachtenmuseen in Baden
Das Schwarzwälder Trachtenmuseum zeigt mit über 100 Trachtenfiguren in Originalgröße einen Überblick über die Trachtenvielfalt im Schwarzwald. Auch das Trachtenmuseum Seebach hat sich spezialisiert, während viele Heimatmuseen in Baden Exponate zur jeweiligen lokalen Tracht zeigen.

## Badische Trachten als Motiv in der Kunst
In den Stichen von Johann Martin Will (1727–1806) und Samuel Gränicher (1758–1813) finden sich die frühesten Belege für badische Volkstrachten. Dichter wie Johann Peter Hebel beschrieben Trachten in ihren Werken und Schriftsteller wie Victor Hugo befassten sich in Reiseberichten mit den Trachten der bereisten Gegend. Maler wie Lucian Reich (1817–1900) und Johann Baptist Kirner (1806–1866) zeigen badische Trachten in der Mitte des 19. Jahrhunderts. Rudolf Gleichauf (1826–1896), Georg Maria Eckert (1828–1901) und Johann Baptist Tuttiné (1838–1889) fanden in den Trachten nicht nur Motive, sondern betätigten sich auch als Sammler alter Trachten. Wilhelm Hasemann (1850–1913) und Curt Liebich (1868–1937) gründeten die Gutacher Künstlerkolonie, die das Trachtenmotiv stark verbreitete, wobei auch die Postkarten ein wichtiger Erfolgsfaktor waren.
Hasemann machte den Bollenhut der Gutacher Tracht nicht nur zum Markenzeichen des Schwarzwalds, sondern trug auch zur Umgestaltung der Tracht bei. Die Hervorhebung der Bollen (rote Wollrosen) führte zu einer immer stärkeren Betonung des Hutes. „Die ursprünglich so bescheidenen Wollrosen wucherten allmählich zur Übergröße.“ Nach dem Ersten Weltkrieg wurde die Operette Das Schwarzwaldmädel erstmals verfilmt. Der Heimatfilm Schwarzwaldmädel aus dem Jahr 1950 hatte noch weit höhere Besucherzahlen und die dort gezeigte Tracht formte weltweit das Image des Schwarzwalds.
Auffällig ist, dass die badischen Trachten auch großes Interesse in Frankreich fanden und in der ersten Hälfte des 19. Jahrhunderts auch eine Reihe von Publikationen zu badischen Trachten in französischer Sprache erschienen.
- Édouard Pingret: Grand Duché de Bade, Paris 1828
- Jan Nepomucen Lewicki: Costumes d'Alsace et de bade d'après nature, Straßburg 1834
- Théodore Valério: Costumes du Grand-Duché de Bade et des bords du Rhin, Paris 1841
- Charles Lallemand: Les paysans badois, Straßburg 1860